# Град Ниш
Град Ниш је град у јужној Србији. Налази се у средишњем делу Нишке котлине и административно је средиште Нишавског управног округа, у којем се поред Ниша налазе општине Алексинац, Гаџин Хан, Дољевац, Мерошина, Ражањ и Сврљиг. Град Ниш је од 2004. административно подељен на пет општина. Средиште је градско насеље Ниш који представља административни, културни, привредни, економски, политички и верски центар како општине тако и самог округа. Град Ниш обухвата површину од 596,73 км2.

## Демографија
Према подацима са последњег пописа 2022. године у граду је живело 249.501 становник (према попису из 2011. било је 260.273 становника).

## Локална самоуправа
Према територијалној организацији Републике Србије, Ниш је један од њена 24 града.

### Скупштина града
Скупштина града Ниша је представнички орган који врши основне функције локалне власти утврђене Законом и Статутом града. Скупштина има 61 одборника који се бирају на локалним изборима. Мандат одборника траје четири године. Скупштина града састаје се по потреби, а најмање једном у три месеца.

### Градоначелник
Градоначелник Ниша представља и заступа град и обавља извршну функцију у Граду Нишу.
Градоначелник се бира истовремено кад и одборници Скупштине града непосредним тајним гласањем на четири године. Градоначелник не може бити одборник у Скупштини града, нити обављати било коју другу службену функцију.
Тренутни градоначелник Ниша је Драгослав Павловић, члан Српске напредне странке.

### Градско веће
Градско веће је орган града Ниша који усклађује остваривање функција градоначелника и скупштине града и врши контролно-надзорну функцију над радом градске управе.
Градско веће чине градоначелник, заменик градоначелника и девет чланова. Чланове градског већа бира на четири године скупштина града на предлог градоначелника.

### Градска управа
Градска управа обавља управне послове у оквиру права и дужности града Ниша и одређене стручне послове за потребе скупштине града, градоначелника и градског већа.
Начелник градске управе, кога поставља скупштина града на предлог градоначелника, руководи радом градске управе. Начелник градске управе може имати заменика који се поставља и разрешава на исти начин као и начелник.
Градске управе Ниша:
- Управа за грађанска стања и опште послове
- Управа за финансије, изворне приходе локалне самоуправе и јавне набавке
- Управа за дечју, социјалну и примарну здравствену заштиту
- Управа за образовање
- Управа за културу
- Управа за омладину и спорт
- Управа за комуналне делатности, енергетику и саобраћај
- Управа за планирање и изградњу
- Управа за имовину и инспекцијске послове
- Управа за привреду, одрживи развој и заштиту животне средине
- Управа за пољопривреду и развој села

### Градске општине
Градска општина је део територије града Ниша у којој се врше одређени послови локалне самоуправе утврђени Статутом града. Грађани учествују у вршењу послова градске општине преко изабраних одборника у скупштини градске општине, путем грађанске иницијативе, збора грађана и референдума, у складу са Уставом, Законом, Статутом града и актима градске општине.
Општина Медијана се налази у градском језгру. Општина Црвени Крст и Пантелеј се простиру на десној страни реке Нишаве.
| Грб                                   | Име         | Површина () | Становништво (1991) | Становништво (2002) | Становништво (2011) | Становништво (2022) |
| ------------------------------------- | ----------- | ----------- | ------------------- | ------------------- | ------------------- | ------------------- |
|                                       | Медијана    | 16          | 88.602              | 87.405              | 85.969              | 82.360              |
|                                       | Палилула    | 117         | 73.610              | 72.165              | 73.801              | 70.081              |
|                                       | Црвени Крст | 181         | 34.062              | 33.452              | 32.301              | 29.822              |
|                                       | Пантелеј    | 141         | 43.371              | 42.137              | 53.486              | 54.462              |
|                                       | Нишка Бања  | 147         | 15.325              | 15.359              | 14.680              | 13.091              |
|                                       | Град Ниш    | 597         | 254.970             | 250.518             | 260.237             | 249.816             |
| Извор: Републички завод за статистику |             |             |                     |                     |                     |                     |

### Градска власт
Подаци о саставу градске скупштине (избори 2020):
- Коалиција Александар Вучић — За нашу децу : 47
- Коалиција СПС–ПУПС–ЈС–ПСС : 6
- Ниш, Мој град: 4
- Александар Шапић — Победа за Ниш (СПАС): 3
- Руска странка: 1

Председник скупштине града је др Бобан Џунић (СНС).

### Судска власт
Према Закону о седиштима и подручјима судова и јавних тужилаштва . Републике Србије, Ниш је центар Прекршајног, Основног, Вишег, Привредног и Апелационог суда као и Основног, Вишег и Апелационог јавног тужилаштва. У Нишу се налазе и одељења Вишег прекршајног и Управног суда Републике Србије. Од војних судова постоји Првостепени војни дисциплински суд

### Празници и награде
Празник града се слави 11. јануара, као сећање на дан када је Ниш 1878. ослобођен од Турака. Тај датум носи и највеће градско признање — Награда „11. јануар“, која се додељује колективима и појединцима за изузетне успехе у раду. До 1998. године као Дан града славио се 14. октобар, дан када је Ниш 1944. године ослобођен од немачке окупације. Данас се 12. (ослобођење Ниша у Првом светском рату), 14. октобар и 1. септембар (Дан младих) обележавају као Значајни датуми града. Ови празници се обележавају радно и свечано, полагањем венаца на спомен обележја и одржавањем манифестација.
Награда Бранко Миљковић је једна од престижнијих награда коју за књигу песама додељује Скупштина града Ниша од 1971. године.
Награду Стеван Сремац за књигу прозе сваке године додељује Нишки културни центар за најбољи роман или књигу прича на српском језику.
Слава града је Свети цар Константин и царица Јелена која се обележава 3. јуна као нерадни дан. У Храму Светог цара Константина и царице Јелене одржава се архијерејска литургија, резање славског колача и литија.

#### Градске општине
| Градска општина | Дан општине  | Слава општине                 |
| --------------- | ------------ | ----------------------------- |
| Медијана        | 11. октобар  | Света Петка (27. октобар)     |
| Палилула        |              | Сабор српских светитеља       |
| Пантелеј        |              | Свети Пантелејмон (9. август) |
| Црвени Крст     | 24. децембар | Марковдан (8. мај)            |
| Нишка Бања      |              | Свети Илија (2. август)       |